# 1991 w literaturze
Wydarzenia literackie w 1991 roku.

## Wydarzenia
- polskie
  - po blisko 40 latach przybył do Polski Gustaw Herling-Grudziński

## Nowe książki (proza beletrystyczna i literatura faktu)

### Język angielski
- John le Carré – Tajny pielgrzym (The Secret Pilgrim)
- Sally M. Keehn – I am Regina[1]
- Stephen King - Sklepik z marzeniami (Needful Things)
- Graham Masterton
  - Czarny anioł (Black Angel)
  - Duch zagłady (Burial)
  - Nocna plaga (Night Plague)
  - Podpalacze ludzi (The Hymn)
- Brenda McBryde – Hannah Robson (Hodder and Stoughton)[2]
- William Wharton – Spóźnieni kochankowie (Last Lovers)

### Język czeski
- Bohumil Hrabal
  - Podziemne rzeczki (Ponorné říčky)
  - Różowy kawaler (Růžový kavalír)
  - Słynna legenda Wantochowa (Slavná Wantochova legenda)
  - Zaczarowany flet (Kouzelná flétna)
  - Ztracená ulička

### Język polski

#### Pierwsze wydania
- Kazimierz Brandys – Charaktery i pisma
- Joanna Chmielewska – 2/3 sukcesu
- Jan Drzeżdżon
  - Na niwach
  - Kòl Biélawë
- Beniamin Kellog – Twardziel (Bellona)[3]

### Tłumaczenia
- Amos Oz – Mój Michał (Michael szeli, wyd. Czytelnik)
- Orson Scott Card – Gra Endera, przeł. Piotr W. Cholewa (wyd. Editions Spotkania)
- Robert Graves – Wszystkiemu do widzenia, przeł. Tomasz Wyżyński (wyd. Książka i Wiedza)
- Isaac Bashevis Singer
  - Miłość i wygnanie: wczesne lata (Love and exile)
  - Moc Światła: osiem opowieści chanukowych (The Power of Light – Eight Stories for Hanukkah)
  - Niewolnik (The Slave)
  - Szosza (Shosha)

### Pozostałe języki
- Roberto Pazzi – Choroba czasu (La malattia del tempo)

## Wywiady
- polskie
- wydania polskie tytułów zagranicznych

## Dzienniki
- polskie

## Nowe eseje, szkice i felietony
- polskie
- zagraniczne
- polskie edycje autorów zagranicznych

## Nowe dramaty
- polskie

## Nowe poezje
- polskie
  - Tadeusz Różewicz – Płaskorzeźba
  - Jerzy Szymik – Zupełnie inaczej

## Nowe prace naukowe i biografie
- polskie
  - Marek Kątny – Proza animalistyczna Jana A. Grabowskiego (Wyższa Szkoła Pedagogiczna w Kielcach)[4]
- zagraniczne
  - Brian Boyd – Vladimir Nabokov. Lata amerykańskie (Vladimir Nabokov: The American Years)
  - Victoria Forde – Poezja Basila Buntinga (The Poetry of Basil Bunting)
  - Anthony Giddens – Nowoczesność i tożsamość (Modernity and Self-Identity
  - Samuel P. Huntington – Trzecia fala demokratyzacji (The Third Wave: Democratization in the Late Twentieth Century)

## Urodzili się
- 20 lutego – Sally Rooney, irlandzka pisarka
- 20 kwietnia – Marieke Lucas Rijneveld, holenderski pisarz
- Mateusz Żaboklicki, polski poeta

## Zmarli
- 2 stycznia – Hiroshi Noma, japoński pisarz, poeta i krytyk literacki (ur. 1915)
- 5 stycznia – Vasko Popa, serbski poeta (ur. 1921)
- 12 stycznia – Vasco Pratolini, włoski pisarz (ur. 1913)
- 8 marca – John Bellairs, amerykański pisarz (ur. 1938)
- 12 marca – William Heinesen, farerski pisarz, kompozytor, malarz i poeta (ur. 1900)
- 20 marca – Jan Alfred Szczepański, polski literat (ur. 1902)
- 3 kwietnia – Graham Greene, angielski powieściopisarz (ur. 1904)
- 4 kwietnia – Max Frisch, szwajcarski pisarz i dramaturg (ur. 1911)
- 12 kwietnia – James Schuyler, amerykański poeta (ur. 1923)
- 17 kwietnia – Feliks Burdecki, polski pisarz science fiction, popularyzator nauki (ur. 1904)
- 27 kwietnia – Elżbieta Szemplińska-Sobolewska, polska pisarka i poetka (ur. 1909)
- 3 maja – Jerzy Kosiński, amerykański pisarz pochodzenia polskiego (ur. 1933)
- 31 maja – Angus Wilson, angielski pisarz (ur. 1913)
- 8 czerwca – Wilhelm Szewczyk, polski prozaik, publicysta, krytyk literacki, poeta, tłumacz (ur. 1916)
- 26 czerwca – Arkadij Adamow, radziecki pisarz (ur. 1920)
- 5 lipca – Howard Nemerov, amerykański poeta (ur. 1920)
- 16 lipca – Meindert DeJong, amerykański autor dla dzieci (ur. 1906)
- 24 lipca – Isaac Bashevis Singer, polski i amerykański pisarz żydowski tworzący w języku jidysz (ur. 1902)
- 10 sierpnia – Tadeusz Nowak, polski poeta, prozaik i tłumacz (ur. 1930)
- 17 sierpnia – Lorna Hill, brytyjska pisarka (ur. 1902)
- 19 sierpnia – Izydor Zaczykiewicz, polski pisarz (ur. 1900)
- 21 sierpnia – Eugen Jebeleanu, rumuński poeta, tłumacz (ur. 1911)
- 23 sierpnia – Ágnes Nemes Nagy, węgierska poetka, eseistka, tłumaczka literatury, redaktorka (ur. 1922)
- 25 sierpnia – Niven Busch, amerykański pisarz (ur. 1903)
- 2 września – Laura Riding, amerykańska poetka, eseistka, powieściopisarka (ur. 1901)
- 4 września – Tom Tryon, amerykański pisarz i scenarzysta (ur. 1926)
- 9 września – Åke Holmberg, szwedzki pisarz (ur. 1907)
- 24 września – Dr. Seuss, amerykański autor książek dla dzieci (ur. 1904)
- 26 września – Jerzy Afanasjew, polski pisarz, poeta i reżyser (ur. 1932)
- 27 września – Stefan Kisielewski, polski prozaik i publicysta (ur. 1911)
- 7 października – Natalia Ginzburg, włoska autorka (ur. 1916)
- 13 października – Pawieł Polakow, kozacki poeta, pisarz i publicysta, tłumacz (ur. 1902)
- 12 października – Arkadij Strugacki, rosyjski pisarz s-f (ur. 1925)
- 3 listopada – Finn Alnæs, norweski pisarz i dziennikarz (ur. 1932)
- 21 listopada – Julija Drunina, radziecka poetka (ur. 1924)
- 11 grudnia – Adam Ochocki, polski dziennikarz, pisarz i satyryk (ur. 1913)
- 19 grudnia – Ernest K. Gann, amerykański lotnik i pisarz (ur. 1910)
- 28 grudnia – Tadeusz Papier, polski pisarz (ur. 1914)

## Nagrody
- Nagroda Nobla – Nadine Gordimer
- Nagroda Kościelskich – Andrzej Bart, Marian Stala
- Nagroda Vilenica – Zbigniew Herbert
- Nagroda Goethego – Wisława Szymborska
- Nagroda Jerozolimska – Zbigniew Herbert
- Nagroda Goncourtów – Pierre Combescot za Les Filles du Calvaire
- Nagroda Pulitzera (poezja) – Mona Van Duyn za Near Changes
- Nagroda Cervantesa – Francisco Ayala